# Partie Bonnard
De Partie Bonnard is een speltype in het dammen dat gekenmerkt wordt door witte schijven op 24, 29, 30 en 34 en zwarte schijven op 15, 20 en 25 als wit de aanvaller is en door witte schijven op 26, 31 en 36 en zwarte schijven op 17, 21, 22 en 27 als zwart de aanvaller is. Het speltype is genoemd naar de Franse dammer Marcel Bonnard en komt in de praktijk vaak voort uit de Roozenburg-opstelling. Het staat bekend als een riskant systeem omdat het omsingeld kan worden met centrumbezetting voor de tegenstander.  

## Praktijkvoorbeeld
Een beroemd praktijkvoorbeeld is de twintigste matchpartij uit de WK match 1990 tussen Aleksej Tsjizjov en Ton Sijbrands waarin Sijbrands de winst en de wereldtitel miste. Vanuit de diagramstand neemt Sijbrands met zwart de Partie Bonnard in. 
1. ...16-21
2. 41-37 19-24
3. 47-42 7-11
4. 34-29 20-25
5. 29×20 15×24
6. 40-34 13-19
7. 45-40 10-15
8. 28-23 19×28
9. 32×23 4-10
10. 35-30 24×35
11. 33-28 22×33
12. 39×28 9-13
13. 31×22 15-20
14. 46-41 14-19
15. 23×14 20×9
16. 38-33 10-14
17. 34-29 12-18
18. 37-31 18×27
19. 31×22 8-12
20. 41-37 2-8
21. 40-34 5-10
22. 44-39 10-15
23. 42-38 14-20
24. 50-44 20-24
25. 29×20 25×14
26. 48-42 14-20
27. 34-29 20-25
28. 39-34 9-14
29. 43-39 14-20
30. 44-40 35×44
31. 39×50 20-24
32. 29×20 15×24

Zie hier voor het verdere verloop. 